# Chiesa di San Giuliano (Ascoli Piceno)
La chiesa di San Giuliano si trova nel centro storico della città di Ascoli Piceno, nella regione Marche.
L'edificio religioso, non officiato, si eleva ai piedi del Colle dell'Annunziata ed apre la sua facciata all'inizio dell'omonima via che interseca via Dino Angelini.

## Storia
Le fonti non indicano, con riferimenti precisi, la data esatta della costruzione di questa chiesa che gli storici ascolani collocano agli inizi dell'anno 1000 e definiscono come una delle più antiche ed importanti parrocchie della città. Nell'anno 1330 era annoverata tra le 15 sedi parrocchiali di Ascoli e mantenne questo titolo fino al 1986 quando fu soppressa ed il suo territorio di pertinenza, frazionato, fu incluso ed attribuito alle altre confinanti. Sebastiano Andreantonelli la ricorda come la IX parrocchia ascolana, con un preposto, e dedicata a san Giuliano martire.
L'ultimo sacerdote a ricevere la nomina di parroco di San Giuliano fu designato nel dicembre del 1908.

### Restauri
Si hanno notizie di vari interventi di recupero e restauro dello stabile sacro avvenuti nel corso del tempo ed in particolare negli anni:
- 1880 – quando vi fu un intervento conservativo commissionato per volere della famiglia ascolana degli Sgariglia che ne sostenne anche le spese;
- 1924 – quando nel mese di giugno un'opera risarcitoria, determinata dall'urgenza, provocò lo spostamento delle attività parrocchiali presso la chiesa di Sant'Agostino;
- 1987 – quando ebbe luogo il parziale rifacimento della copertura del tetto.

## Architettura
Lo stabile sacro è stato costruito in conci squadrati di travertino seguendo i canoni dell'architettura romanica.
La chiesa ha modeste dimensioni, la facciata, aperta dall'ingresso, si completa del rosone. In corrispondenza del vano della sagrestia si trova la vela del campanile predisposto ad ospitare 2 campane.

## Galleria d'immagini

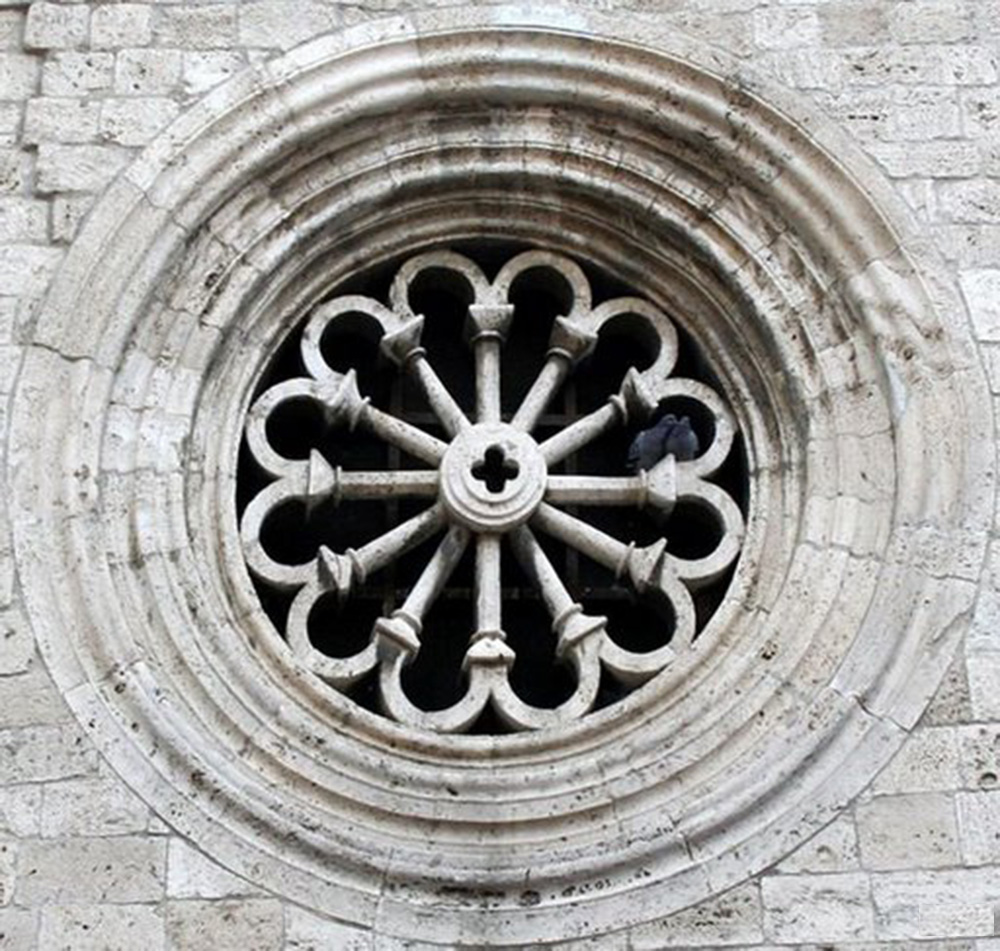
Rosone
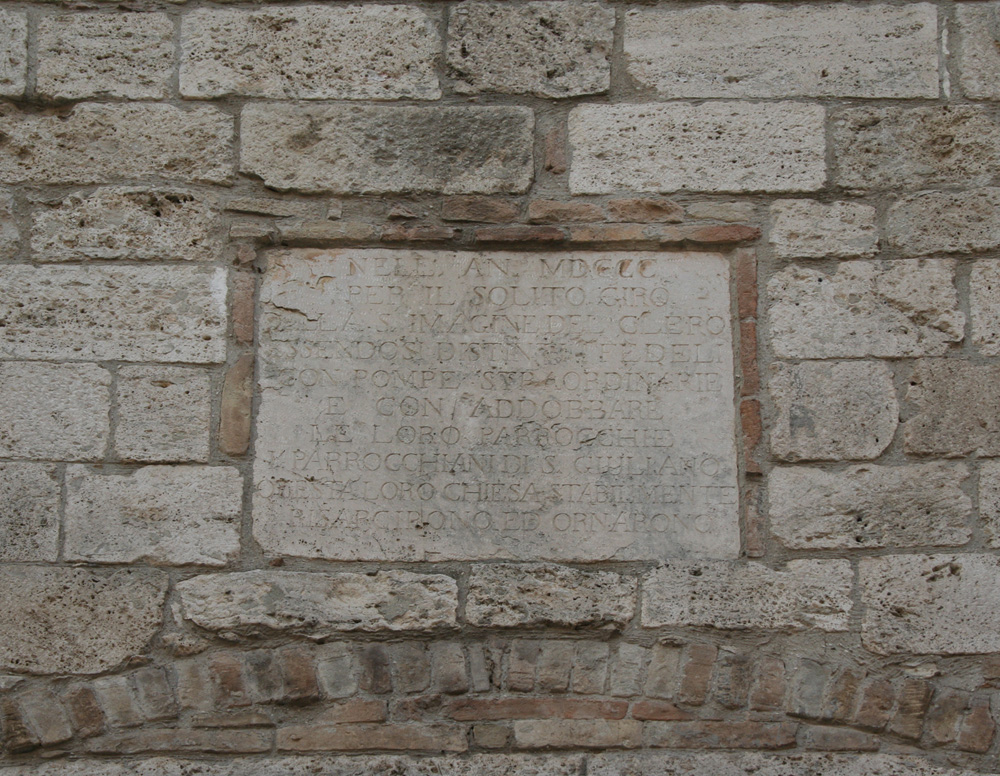
Pietra con iscrizione
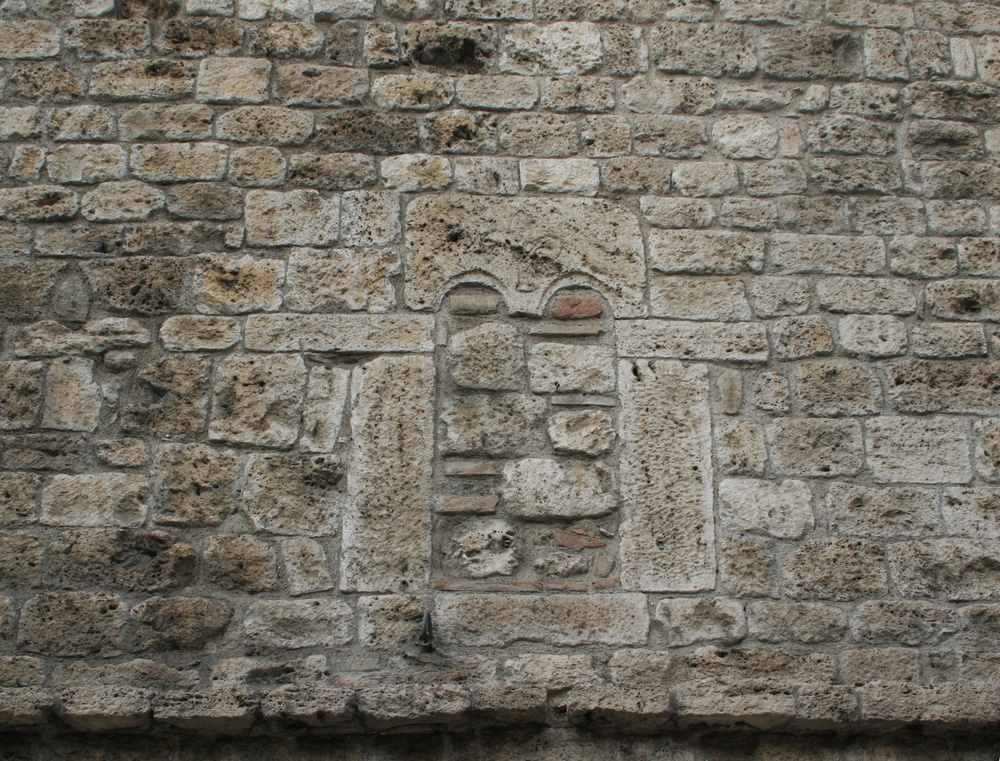
Bifora murata